# Henry Thomas (Schauspieler)

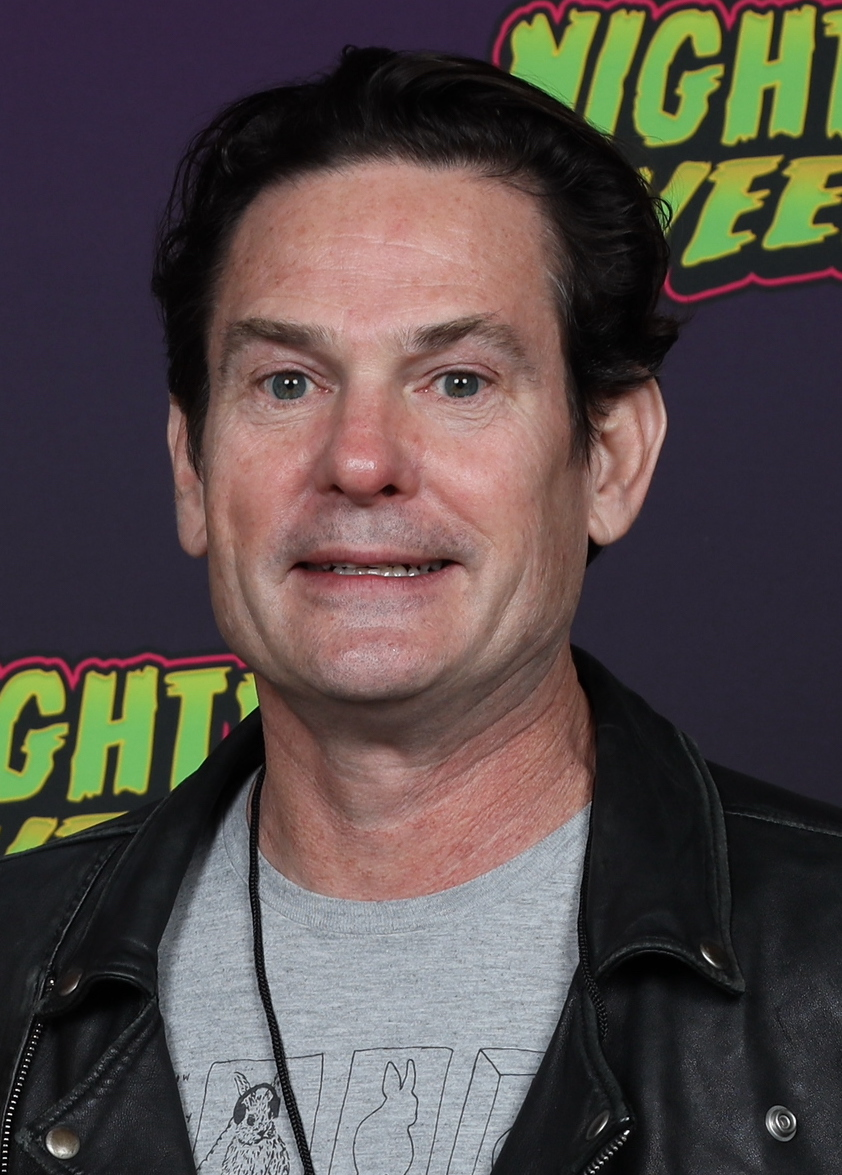
Henry Thomas (2023)

Henry Jackson Thomas (* 9. September 1971 in San Antonio, Texas) ist ein US-amerikanischer Schauspieler. Größere Bekanntheit erlangte er erstmals 1982 durch seine Rolle als Elliott in E.T. – Der Außerirdische.

## Leben
Henry Thomas wuchs als Sohn von Landwirten auf einer Farm nahe San Antonio auf. Nachdem er bereits in lokalen Theaterproduktionen Erfahrungen gesammelt hatte, wurde der damals Neunjährige für den Film entdeckt und in einer Nebenrolle des in Texas gedrehten Filmdramas Raggedy Man (1981) mit Sissy Spacek besetzt. Der Film, der kein Kinoerfolg war, doch Thomas gute Kritiken einbrachte, wurde von Universal Pictures produziert, wo Steven Spielberg gerade einen Kinderdarsteller für sein nächstes Filmprojekt suchte. So wurde Spielberg auf Thomas aufmerksam und gab ihm nach einem Vorsprechen mit den Worten „OK kid, you got the job“ seine bekannteste Rolle.
Mit seiner Hauptrolle als Elliott in Spielbergs Science-Fiction-Klassiker E.T. – Der Außerirdische wurde Henry Thomas im Alter von zehn Jahren weltweit bekannt und erhielt eine Nominierung für den Golden Globe Award als bester Nachwuchsdarsteller. In den folgenden Jahren war Thomas in verschiedenen Kinderrollen, vor allem in Fantasyfilmen, zu sehen, so etwa 1986 in der Hauptrolle des australischen Films Der Geisterjäger. Eine seiner ersten Erwachsenenrollen hatte er 1989 unter der Regie von Miloš Forman als junger Musiklehrer Chevalier Danceny in dem Kinofilm Valmont, einer Verfilmung des Briefromans Gefährliche Liebschaften.
Im Gegensatz zu anderen früheren Kinderdarstellern kam Henry Thomas auch als erwachsener Schauspieler zu vielen Filmrollen, wenn auch bisweilen nur in kleineren Filmproduktionen und nach eigenen Angaben unterbrochen durch Phasen von Arbeitslosigkeit. 1994 spielte er eine substanzielle Nebenrolle in Legenden der Leidenschaft als einer der Brüder von Brad Pitts Hauptfigur. Anschließend war Henry Thomas sowohl in Psychothrillern wie Lethal Obsession als auch in verschiedenen Fernsehproduktionen zu sehen, darunter die Melville-Verfilmung Moby Dick (1998). Für seinen Auftritt als Cowboy in der Cormac-McCarthy-Verfilmung All die schönen Pferde unter der Regie von Billy Bob Thornton erhielt er im Jahr 2000 positive Kritiken. Er gehörte auch zum Schauspielerensemble im 2002 entstandenen Gangsterepos Gangs of New York von Martin Scorsese. 2013 war er in der Fernsehserie Betrayal zu sehen. In der Miniserie Sons of Liberty verkörperte er 2015 den Gründervater John Adams. 2018 spielte er in Girl in the Bunker den Sexualstraftäter Vinson Filyaw.
Daneben sorgte Thomas vor allem durch seine Zusammenarbeit mit dem Regisseur Mike Flanagan für Aufmerksamkeit: Er hatte Auftritte in dessen Horrorfilmen Ouija: Ursprung des Bösen (2016), Das Spiel (2017) und Doctor Sleeps Erwachen (2019); zudem war er Hauptdarsteller von Flanagans bei Netflix ausgestrahlten Miniserien Spuk in Hill House (2018) und Midnight Mass (2021). Für seinen Auftritt in Spuk in Hill House wurde er mit dem Saturn Award in der Kategorie Bester Hauptdarsteller in einer Streamingproduktion ausgezeichnet.

## Privatleben
Eine im Jahr 2000 geschlossene Ehe mit Kelley Hill wurde zwei Jahre später geschieden. In zweiter Ehe war Thomas von 2004 bis 2007 mit der deutschen Schauspielerin Marie Zielcke verheiratet; sie haben ein Kind. Seit 2009 ist er mit Annalee Fery verheiratet, mit der er zwei weitere Kinder hat.
Nachdem er über drei Jahrzehnte in Los Angeles gelebt hatte, verlegte er seinen Lebensmittelpunkt auf eine Farm im ländlichen Oregon.

## Filmografie (Auswahl)
- 1981: Raggedy Man
- 1981: The Steeler and the Pittsburgh Kid (Fernsehfilm)
- 1982: E.T. – Der Außerirdische (E.T. The Extra-Terrestrial)
- 1983: Unverstanden (Misunderstood)
- 1984: Ein tödliches Spiel (Cloak & Dagger)
- 1986: Der Geisterjäger (Frog Dreaming)
- 1987: Murder One
- 1989: Valmont
- 1990: Psycho IV – The Beginning (Fernsehfilm)
- 1992: Eine mörderische Freundschaft (A Taste for Killing, Fernsehfilm)
- 1993: Feuer am Himmel (Fire in the Sky)
- 1993: Verabredung zum Mord (Beyond Obsession)
- 1994: Legenden der Leidenschaft (Legends of the Fall)
- 1995: Unter Anklage – Der Fall McMartin (Indictment: The McMartin Trial, Fernsehfilm)
- 1996: Lassiter: Erbarmungslos und gefährlich (Riders of the Purple Sage, Fernsehfilm)
- 1997: Hijacking Hollywood
- 1997: Niagara, Niagara
- 1997: Suicide Kings
- 1998: Moby Dick (Fernsehfilm)
- 1999: Kill And Smile (Happy Face Murders)
- 2000: All die schönen Pferde (All the Pretty Horses)
- 2002: Gangs of New York
- 2002: Alle lieben Lucy (I’m with Lucy)
- 2003: I Capture the Castle
- 2003: Dead in the Water
- 2003: 11:14
- 2004: Dead Birds
- 2004: Honey Baby
- 2005: Desperation (Stephen King’s Desperation, Miniserie)
- 2005: Masters of Horror (Fernsehserie, Folge 1x05)
- 2005: The Hard Easy
- 2006: Nightmares & Dreamscapes: Nach den Geschichten von Stephen King (Nightmares & Dreamscapes: From the Stories of Stephen King)
- 2006: Verabredung mit dem Tod (The Deal)
- 2007: Das Geheimnis der kleinen Farm (The Last Sin Eater)
- 2007: Without a Trace – Spurlos verschwunden (Without a Trace, Fernsehserie, zwei Folgen)
- 2009: Red Velvet
- 2009: Don’t Look Up
- 2009: CSI: Den Tätern auf der Spur (CSI: Crime Scene Investigation, Fernsehserie, Folge 9x21)
- 2010: Das Leuchten der Stille (Dear John)
- 2011: The Mentalist (Fernsehserie, Folge 4x06)
- 2012: The Last Ride
- 2013: Big Sur
- 2013–2014: Betrayal (Fernsehserie, 13 Folgen)
- 2015: Sons of Liberty (Miniserie)
- 2016: Ouija: Ursprung des Bösen (Ouija: Origin of Evil)
- 2017: Das Spiel (Gerald’s Game)
- 2018: Girl in the Bunker
- 2018: Spuk in Hill House (The Haunting of Hill House, Fernsehserie, zehn Folgen)
- 2019: Doctor Sleeps Erwachen (Doctor Sleep)
- 2020: Spuk in Bly Manor (The Haunting of Bly Manor, Fernseh-Miniserie, neun Folgen)
- 2020–2022: Stargirl (Fernsehserie)
- 2021: To All the Boys: Always and Forever
- 2021: Midnight Mass (Miniserie)
- 2022: Crawlspace
- 2023: Friedhof der Kuscheltiere: Bloodlines (Pet Sematary: Bloodlines)
- 2023: Der Untergang des Hauses Usher (The Fall of the House of Usher, Fernsehserie)

## Auszeichnungen (Auswahl)
Young Artist Award
- 1982: Nominierung in der Kategorie Bester Hauptdarsteller in einem Spielfilm für Raggedy Man
- 1983: Bester Hauptdarsteller in einem Spielfilm für E.T. – Der Außerirdische
- 1985: Nominierung in der Kategorie Bester Hauptdarsteller in einem Spielfilm für Ein tödliches Spiel

BAFTA Award
- 1983: Nominierung in der Kategorie Bester Nachwuchsdarsteller für E.T. – Der Außerirdische

Golden Globe Award
- 1983: Nominierung in der Kategorie Bester Nachwuchsdarsteller für E.T. – Der Außerirdische
- 1996: Nominierung in der Kategorie Bester Nebendarsteller – Serie, Mini-Serie oder TV-Film für Unter Anklage – Der Fall McMartin

Saturn Award
- 1983: Nominierung in der Kategorie Bester Hauptdarsteller für E.T. – Der Außerirdische
- 2019: Bester Hauptdarsteller in einer Streamingproduktion für Spuk in Hill House